# فولفغانغ هيلك
هانز فولفجانج هيلك (16 سبتمبر 1914 – 27 أغسطس 1993) كان عالم مصريات ألمانيًا، ويُعتبر واحدًا من أهم علماء المصريات في القرن العشرين. من عام 1956 حتى تقاعده في عام 1979، كان أستاذًا في جامعة هامبورغ. ظل نشطًا بعد تقاعده ونشر مع فولفهارت فيستندورف "معجم علم المصريات" الألماني، الذي اكتمل في عام 1992. نشر العديد من الكتب والمقالات حول تاريخ الثقافة المصرية والشرق الأدنى. كان عضوًا في المعهد الألماني للآثار وعضوًا مراسلًا في أكاديمية العلوم في غوتينغن.
كان هيلك ابن الفيلولوجي هانز هيلك. درس في جامعة لايبتزج تحت إشراف جورج شتايندورف وفي جامعة غوتينغن تحت إشراف هيرمان كيس، وأكمل دراسته في عام 1938. كان أسير حرب خلال الحرب العالمية الثانية، وعاد إلى غوتينغن في عام 1947، وأكمل دكتوراه في عام 1951.

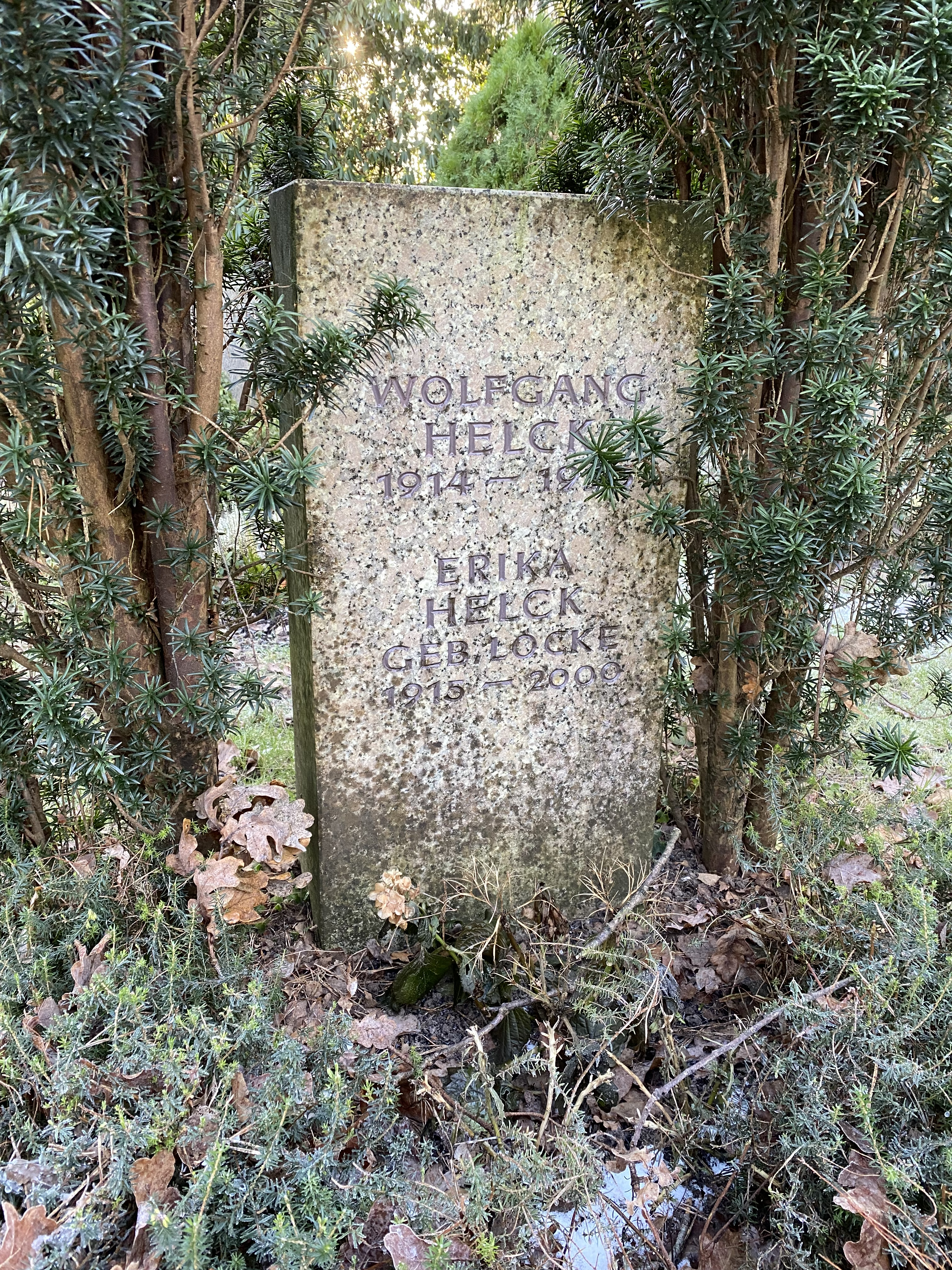
شاهدة قبر فولفجانج هيلك

## منشورات
- Der Einfluß der Militärführer in der 18. ägyptischen Dynastie (= Untersuchungen zur Geschichte und Altertumskunde Ägyptens Bd. 14) (تأثير القادة العسكريين في الأسرة المصرية الثامنة عشرة). لايبزيغ 1939.
- Untersuchungen zu den Beamtentiteln des ägyptischen Alten Reiches (= Ägyptologische Forschungen. Nr. 18) (دراسات حول ألقاب الموظفين في المملكة القديمة المصرية). أوغستين، غلوكشتات/هامبورغ/نيويورك 1954.
- Urkunden der 18. Dynastie. Heft 17–22, Akademie Verlag, برلين 1955–1958.
- Kleines Lexikon der Ägyptologie. هاراسوفيتز، فيسبادن 1956 (مع إبرهارد أوتو).
- Untersuchungen zu Manetho und den ägyptischen Königslisten (= Untersuchungen zur Geschichte und Altertumskunde Ägyptens. Bd. 18) (دراسات حول مانيتو وقوائم الملوك المصريين). برلين 1956.
- Zur Verwaltung des Mittleren und Neuen Reichs (= Probleme der Ägyptologie. Bd. 3) (حول إدارة المملكة الوسطى والجديدة). بريل، لايدن 1958.
- Materialien zur Wirtschaftsgeschichte des Neuen Reiches (= Abhandlungen der geistes- und sozialwissenschaftlichen Klasse der Akademie der Wissenschaften und der Literatur in Mainz. Jahrgang 1960, Nr. 10–11, Jahrgang 1963, Nr. 2–3, Jahrgang 1964, Nr. 4, [...]) (مواد حول تاريخ الاقتصاد في المملكة الجديدة). هاراسوفيتز، فيسبادن 1960–1969.
- Urkunden der 18. Dynastie. ترجمة للأجزاء 17–22، برلين 1961.
- Die Beziehungen Ägyptens zu Vorderasien im 3. und 2. Jahrtausend v. Chr. In: Ägyptologische Abhandlungen (ÄA). Band 5, هاراسوفيتز، فيسبادن 1962 (علاقات مصر مع الشرق الأدنى في الألفين الثالث والثاني قبل الميلاد).
  - الطبعة الثانية المحسنة. هاراسوفيتز، فيسبادن 1971.
- Geschichte des Alten Ägypten. In: Handbuch der Orientalistik. Erste Abteilung, Erster Band, Dritter Abschnitt, بريل، لايدن/كولن 1968 (تاريخ مصر القديمة).
  - الطبعة الثانية. بريل، لايدن/كولن 1981، (ردمك 90-04-06497-4).
- Jagd und Wild im alten Vorderasien. Die Jagd in der Kunst, هامبورغ، برلين 1968 (الصيد والحيوانات البرية في الشرق الأدنى القديم).
- Die Ritualszenen auf der Umfassungsmauer Ramses' II. in Karnak. In: Ägyptologische Abhandlungen. Band 18, هاراسوفيتز، فيسبادن 1968 (مشاهد الطقوس على سور رامسس الثاني في الكرنك).
- Der Text der „Lehre Amenemhets I. für seinen Sohn“. In: Kleine ägyptische Texte (KÄT) (نص تعليمات أمنمحات الأول لابنه). هاراسوفيتز، فيسبادن 1969.
- Die Lehre des Dw3-Htjj. Teil 1 und 2. In: KÄT. هاراسوفيتز، فيسبادن 1970 (تعليمات دوا-حتجي).
- Die Prophezeiung des Nfr.tj (=Nefeferti). In: KÄT. هاراسوفيتز، فيسبادن 1970 (نبوءة نفر-تي).
- Betrachtungen zur Großen Göttin und den ihr verbundenen Gottheiten (= Religion und Kultur der alten Mittelmeerwelt in Parallelforschungen. Bd. 2) (تأملات حول الإلهة العظيمة والآلهة المرتبطة بها). ميونيخ/فيينا 1971.
- Das Bier im Alten Ägypten. برلين 1971 (الجعة في مصر القديمة).
- Die Ritualdarstellungen des Ramesseums. Teil I (= Ägyptologische Abhandlungen (ÄA). Bd. 25) (تمثيلات الطقوس في الرامسيوم). هاراسوفيتز، فيسبادن 1972.
- Der Text des Nilhymnus. In: KÄT. هاراسوفيتز، فيسبادن 1972 (نص ترنيمة النيل).
- Altägyptische Aktenkunde des 3. und 2. Jahrtausends v. Chr. (= Münchener Ägyptologische Studien. Band 31) (دراسات وثائقية عن مصر القديمة في الألفين الثالث والثاني قبل الميلاد). ميونيخ/برلين 1974.
- Die Altägyptischen Gaue. (= Beihefte Tübinger Atlas des Vorderen Orients. Reihe B (Geisteswissenschaften), Nr. 5) (الأقاليم المصرية القديمة). فيسبادن 1974.
- Historisch-biographische Texte der 2. Zwischenzeit und neue Texte der 18. Dynastie. In: KÄT. هاراسوفيتز، فيسبادن 1975 (نصوص تاريخية وسير ذاتية من الفترة الانتقالية الثانية ونصوص جديدة من الأسرة الثامنة عشرة).
- Wirtschaftsgeschichte des Alten Ägypten im 3. und 2. Jahrtausend v. Chr. (= HDO. 1. Abt., 1. Band, 5. Abschnitt) (تاريخ الاقتصاد في مصر القديمة في الألفين الثالث والثاني قبل الميلاد). لايدن/كولن 1975.
- Die Lehre für König Merikare. In: KÄT. هاراسوفيتز، فيسبادن 1977 (تعليمات للملك مريكارع).
- Die Beziehungen Ägyptens und Vorderasiens zur Ägäis bis ins 7. Jahrhundert v. Chr. (= Erträge der Forschung. Bd. 120) (علاقات مصر والشرق الأدنى مع بحر إيجه حتى القرن السابع قبل الميلاد). جمعية الكتب العلمية، دارمشتات 1979.
- Lehre des Hordjedef und Lehre eines Vaters an seinen Sohn. In: KÄT. هاراسوفيتز، فيسبادن 1984 (تعليمات هوردجيف وتعليمات الأب لابنه).
- Gedanken zum Ursprung der ägyptischen Schrift. In: Mélanges Gamal Eddin Mokhtar: Bulletin de l'Institut Français d'Archéologie. القاهرة 1985 (أفكار حول أصل الكتابة المصرية).
- Politische Gegensätze im alten Ägypten (= Hildesheimer ägyptologische Beiträge. Bd. 23) (التناقضات السياسية في مصر القديمة). غيرستنبرغ، هيلدسهايم، 1986.
- Untersuchungen zur Thinitenzeit (= Ägyptologische Abhandlungen. Bd. 45) (دراسات حول عصر الطينيت). هاراسوفيتز، فيسبادن 1987، (ردمك 3-447-02677-4) (نسخة إلكترونية محدودة).
- Tempel und Kult. هاراسوفيتز، فيسبادن 1987، (ردمك 3-447-02693-6).
- Thinitische Topfmarken. هاراسوفيتز، فيسبادن 1990، (ردمك 3-447-02982-X).
- Das Grab Nr. 55 im Königsgräbertal, Sein Inhalt und seine historische Bedeutung (= Sonderschrift des Deutschen Archäologischen Instituts 29) (القبر رقم 55 في وادي الملوك، محتواه وأهميته التاريخية). فون زابرن، ماينز 2001.
- Die datierten und datierbaren Ostraka, Papyri und Graffiti von Deir el Medineh. هاراسوفيتز، فيسبادن 2002.
- Untersuchungen zur Thinitenzeit (= Ägyptologische Abhandlungen. Bd. 45) (دراسات حول عصر الطينيت). هاراسوفيتز، فيسبادن 1987، (ردمك 3-447-02677-4).

محرر ومؤلف مشترك
- Probleme der Ägyptologie. بريل، لايدن 1953 ff. (مشكلات علم المصريات).
- Ägyptologische Abhandlungen (ÄA). هاراسوفيتز، فيسبادن 1960 ff. (دراسات علم المصريات).
- Kleine ägyptische Texte (KÄT). هاراسوفيتز، فيسبادن 1969 ff. (نصوص مصرية صغيرة).
- Lexikon der Ägyptologie. Band I–VII, هاراسوفيتز، فيسبادن 1975–1992 (مع فولفهارت فيستندورف، في مرحلة التحضير أيضاً مع إبرهارد أوتو) (قاموس علم المصريات).

## الأدبيات
- Festschrift Wolfgang Helck zu seinem 70. Geburtstag. Buske، هامبورغ 1984، (ردمك 3-87118-688-0) (صفحات 3–34، قائمة المنشورات) (كتاب تكريمي لوولفغانغ هيلك بمناسبة عيد ميلاده السبعين).
- إلكه بلومنتال، إريك هورننغ: Wolfgang Helck. 16. September 1914–27. August 1993. In: Zeitschrift für Ägyptische Sprache und Altertumskunde. Band 121، 1994، صفحات VII-IX (وولفغانغ هيلك. 16 سبتمبر 1914-27 أغسطس 1993. في: مجلة اللغة المصرية القديمة وعلم الآثار).
- وارن ر. داوسون، إريك ب. أبهي، موريس ل. بيربريير: Who was who in Egyptology. الطبعة الثالثة، المعدلة. جمعية استكشاف مصر، لندن 1995، (ردمك 0-85698-125-7)، صفحة 198 (من كان من في علم المصريات).
- هارتويغ ألتنمُلر: Helck, Wolfgang. In: بيتر كولمان، هيلموت شنايدر (محرران): Geschichte der Altertumswissenschaften. Biographisches Lexikon (= Der Neue Pauly. Supplemente. Band 6). ميتزلر، شتوتغارت/فايمار 2012، (ردمك 978-3-476-02033-8)، أعمدة 554–556 (تاريخ العلوم القديمة. قاموس سير ذاتية).

## روابط خارجية
- أعمال وكتابات وولفغانغ هيلك نسخة محفوظة 22 يوليو 2011 على موقع واي باك مشين. في المكتبة الوطنية الألمانية